# Euclidia fumata
Euclidia fumata là một loài bướm đêm trong họ Erebidae.